# Trichordestra lilacina
Trichordestra lilacina är en fjärilsart som beskrevs av Harvey 1874. Trichordestra lilacina ingår i släktet Trichordestra och familjen nattflyn. Inga underarter finns listade i Catalogue of Life.